# Garganta e Torcicolo no Paraíso das Ovelhinhas
Garganta e Torcicolo no Paraíso das Ovelhinhas foi um programa de televisão brasileiro, exibido entre 1997 a 1998 pela MTV Brasil e apresentado por João Gordo, vocalista da banda Ratos de Porão. Foi o primeiro programa apresentado por João Gordo na MTV.

## História
Estreou dia 1º de abril de 1997e foi um programa de meia hora de duração, exibido diariamente às tardes, em formato de game interativo voltado ao público infanto-juvenil (crianças, adolescentes e jovens adultos). Os jogos eram controlados pelos telespectadores através das teclas do telefone.
A tecnologia utilizada nos jogos foi elaborada pela desenvolvedora dinamarquesa Interactive Television Entertainment (ITE), a mesma usada em programas do personagem Hugo. Já os personagens do programa Garganta e Torcicolo eram criação da MTV do Brasil, em parceria com a Herbert Richers Entertainment.
O software desenvolvido pela ITE permitia a dublagem dos personagens em tempo real. Isto era possível com o uso de uma máscara - com sensores que alteravam a voz e que manipulam as expressões dos personagens na tela - pelos dubladores.
No programa, foi criado o personagem Fudêncio, que posteriormente estrelaria seu próprio programa: o desenho animado Fudêncio e Seus Amigos.
Com o encerramento do programa no final de 1998, a ITE exportou o formato para outros países. No ano seguinte, Throut & Neck estreou nos Estados Unidos pelo canal de televisão à cabo Game Show Network.

## Personagens
- Garganta: monstro azul dotado uma voz demoníaca, ornamentado com uma pena de cada lado da cabeça e cavanhaque;
- Torcicolo: monstro verde corcunda e com voz fina, usando uma roupa de zebra;
- Giselda: uma ovelha;
- Araci: também uma ovelha, mais velha e tia da Giselda, que fazia mandingas;

Todos os personagens eletrônicos foram dublados por Guilherme Lopes.